# Сирмијумски сабори
Сабор у Сирмијуму или Сирмијумски сабори је термин који се односи на четири епископска сабора одржана у Сирмијуму између 357. и 359. године. Сазивао их је византијски цар Констанције II са намером да направи компромис између Арија и његових следбеника с једне стране и православних епископа са друге стране. 
Посебну важност у црквеним питањима читавог Византијског царства, имао је у то вереме главни град Доње Паноније, Сирмијум. За време боравка цара Констанција у Сирмијуму одржана су у том граду четири црквена сабора: 351., 355., 356. и 357. године), на којима су усвојене проаријанске формуле, познате као прве четири Сирмијске формуле, чиме је одбачен Никејски симбол вере утврђен на Првом васељенском сабору. Ову формулу је прихватио и цар Констанције, а потврдили су је паралелни сабори у Аримину и Селеукији (358.), затим сабор у Ники (359.) и Цариградски сабор (360).
Главни протагонисти аријанског учења у Доњој Панонији били су тројица епископа: Валенс из Мурсе, Урсакије Сингидунумски и Герман Сирмијумски. У Сирмијуму се јавља и једно оригинално теолошко гледиште везано за изузетно ученог епископа Фотина из Сирмијума, зачетника нове јереси, која је осуђена на сва четири поменута сирмијумска сабора.